# Neivamyrmex albacorpus
Neivamyrmex albacorpus is een mierensoort die tot 2014 was toegekend aan de onderfamilie van de Ecitoninae maar daarna aan de onderfamilie van de Dorylinae. De wetenschappelijke naam van de soort is voor het eerst geldig gepubliceerd in 2011 door Varela-Hernández & Castaño-Meneses.